# Tundra Bolszeziemielska

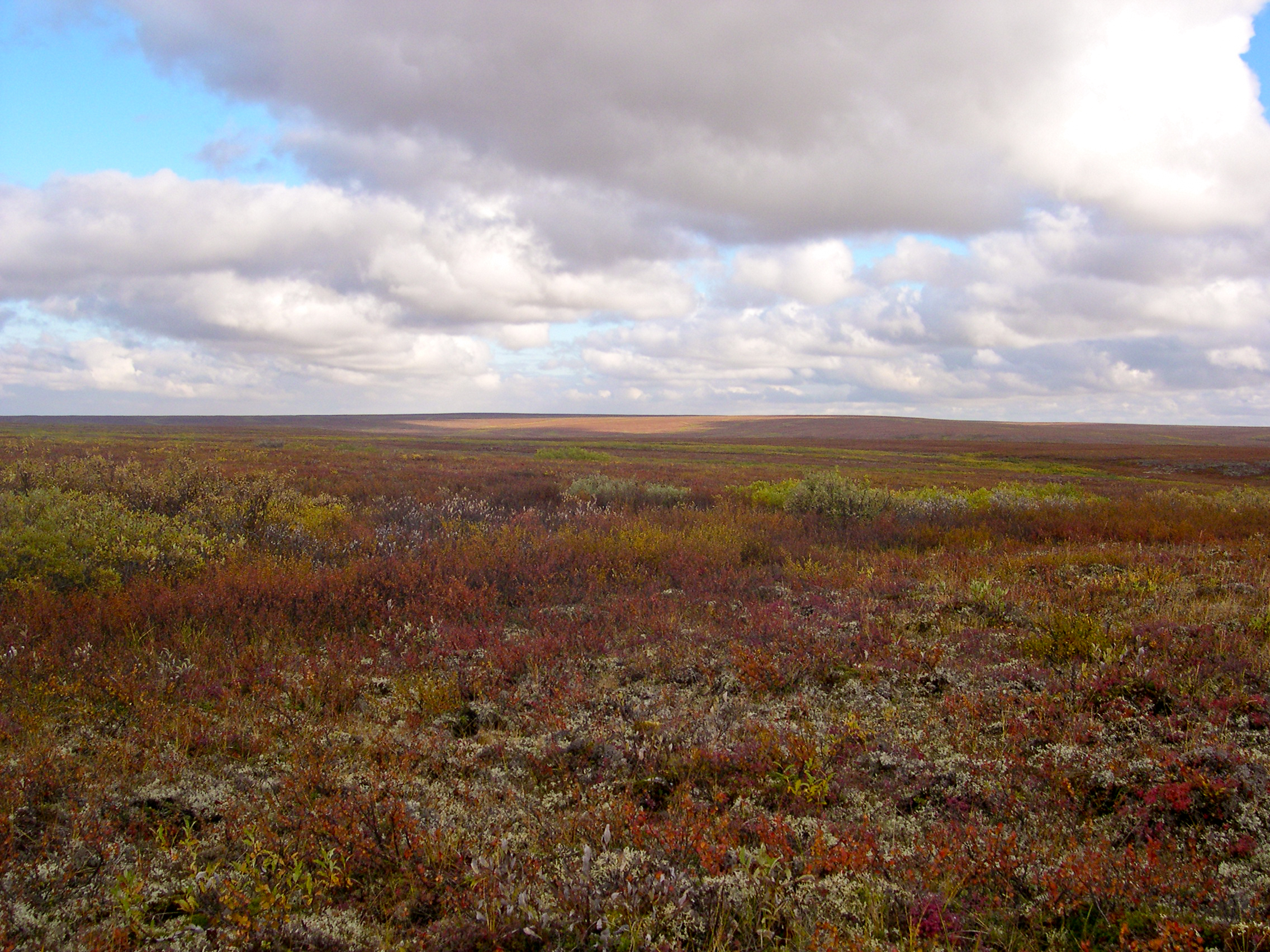
Krajobraz Tundry Bolszeziemielskiej

Tundra Bolszeziemielska (ros. Большеземельская тундра, Bolszeziemielskaja tundra) – pagórkowata nizina w europejskiej, północno-zachodniej części Rosji, nad Morzem Barentsa, między rzekami Peczorą i Usą a Uralem i pasmem Paj-Choj. Leży na obszarze Nienieckiego Terytorium Autonomicznego i Republiki Komi. Wznosi się średnio na wysokość 100–150 m n.p.m., najwyższe partie sięgają 200–250 m n.p.m. Najbardziej wyniesioną część stanowi obszar rozciągający się między ujściem Cylmy a Zatoką Chajpudyrską, tzw. Ziemlanoj chriebiet. W rzeźbie terenu Tundry Bolszeziemielskiej dominują pagórki i morenowe ciągi wzniesień, tzw. musiury, zbudowane z piasków i glin zwałowych. Przez wschodnią część niziny przebiega Grzęda Czernyszowa, którą tworzą głównie osady paleozoiczne. Tundra Bolszeziemielska leży w strefie klimatu subpolarnego. Zimy na jej obszarze są długie i mroźne (średnia temperatura stycznia na północnym zachodzie wynosi -16 °C, natomiast w części południowo-wschodniej – -20 °C), lata zaś krótkie i chłodne (średnia temperatura lipca wynosi od 8 do 12 °C). Przymrozki występują także w miesiącach letnich. W południowej części roczna suma opadów wynosi ok. 450 mm, natomiast w części północnej ok. 250 mm. Tundra Bolszeziemielska posiada gęstą sieć rzeczną, na którą składają się przede wszystkim dopływy Peczory i Usy. W górnych odcinkach głównych rzek (m.in. Szapkina, Kołwa, Adźwa) występuje dużo jezior (m.in. Waszutkiny, Szapkinskije). Znaczny obszar niziny pokryty jest wieczną zmarzliną. Szatę roślinną tworzy tundra, głównie mchy i krzewinki. W południowej części niziny występuje lasotundra. Na południe od koła podbiegunowego przeważa tajga. Miejscowa ludność trudni się hodowlą reniferów i myślistwem. Część obszaru Tundry Bolszeziemielskiej wchodzi w skład Peczorskiego Zagłębia Węglowego. Występują także duże złoża ropy naftowej i gazu ziemnego. 